# Otto B. Roegele
Otto B. Roegele (Heidelberg, 6 de agosto de 1920 - Bergisch Gladbach, 6 de septiembre de 2005) fue un publicista, sociólogo e historiador alemán.

## Biografía
Roegele comenzó sus estudios en el Bruchsal Schlossgymnasium. Allí se convirtió, en 1932, en miembro del Grupo católico "Bruchsaler". Un año después formó parte de la Nueva Alemania Federal (ND). Durante este tiempo, mantuvo repetidas disputas con la Gestapo, que terminó arrestando a varios miembros del ND en 1939 y prohibiendo a dicho grupo. En 1938 comenzó sus estudios en filosofía, historia y medicina en la Universidad de Múnich, continuándolos en las universidades de Heidelberg, Erlangen-Núremberg y Estrasburgo. En 1945 consiguió dos doctorados: uno en filosofía en la Universidad Eberhard Karls de Tubinga y otro en medicina en la Universidad de Múnich. Roegele fue miembro de la Asociación de Asociaciones de Estudiantes Católicos de Alemania (Kartellverband katholischer deutscher Studentenvereine).
Tras concluir la Segunda Guerra Mundial, Roegele trabajó como médico en Heidelberg y Mannheim. En 1948 simultaneó este trabajo con el de periodista en el Rheinische Merkur, semanario que había sido fundado ese mismo año. En 1949 se hizo cargo de la línea editorial; y desde 1963 hasta su muerte, fue uno de los editores del semanario. En 1972 fundó junto con otros católicos, la revista Communio, siendo su coeditor.
En 1963, Roegele fue nombrado para el recientemente establecido Departamento de Periodismo en Múnich, que estaba asociado con la gestión del Instituto de Periodismo. Desde 1974 y hasta su jubilación en 1985, fue decano de la facultad de Ciencias Sociales de la Universidad Ludwig-Maximilians de Múnich.
En 1968 Roegele fue uno de los iniciadores en Múnich, de la fundación del Instituto para la Promoción de Jóvenes Periodistas (IFP), la escuela de periodismo de los obispos alemanes. También participó en la Comisión Alemana de la UNESCO y fue miembro del Comité Central de Católicos Alemanes (ZdK). Roegele fue asesor de la Comisión Publicista de la Conferencia de Obispos de Alemania. También fue presidente de la Sociedad de Editores Católicos de Alemania (1957-1963; 1969-1972).
En el 2000 inició su andadura la "Fundación Otto B. Roegele" para promover proyectos de investigación en el campo de la comunicación.

### Premios y distinciones
- Doctor honoris causa en la Universidad de Navarra (España, 1967).[2]
- Comandante de la Orden de Gregorio, otorgada por Juan Pablo II en atención a sus servicios al periodismo católico (Ciudad del Vaticano, 22 de agosto del 2000).[3]